# Suwallia nipponica
Suwallia nipponica är en bäcksländeart som först beskrevs av Okamoto 1912.  Suwallia nipponica ingår i släktet Suwallia och familjen blekbäcksländor. Inga underarter finns listade i Catalogue of Life.